# Prophet of the Last Eclipse
Prophet of the Last Eclipse je druhé sólové album od italského kytaristy Luca Turilliho.

## Seznam skladeb
1. „Aenigma“ – 1:58
2. „War of the Universe“ – 4:18
3. „Rider of the Astral Fire“ – 5:12
4. „Zaephyr Skies' Theme“ – 3:19
5. „The Age of Mystic Ice“ – 4:54
6. „Prince of the Starlight“ – 5:14
7. „Timeless Oceans“ – 4:18
8. „Demonheart“ – 5:09
9. „New Century's Tarantella“ – 5:15
10. „Prophet of the Last Eclipse“ – 11:49
11. „Dark Comet's Reign“ – 4:43
12. „Demonheart“ (zpívá Andre Matos) – 5:02